# 小斗增一
蝘蜓座α，又名CP-76 507，HD 71243、SAO 256496、HR 3318，是蝘蜓座的一颗恒星，视星等为4.07，位于銀經289.86，銀緯-21.68，其B1900.0坐标为赤經8h 21m 6.7s，赤緯-76° -21.68′ 13″。